# Brachydesmus vermosanus
Brachydesmus vermosanus är en mångfotingart som beskrevs av Carl Graf Attems 1929. Brachydesmus vermosanus ingår i släktet Brachydesmus och familjen plattdubbelfotingar. Inga underarter finns listade i Catalogue of Life.